# Bîstri (Stanîșivka), Jîtomîr
Bîstri (în ucraineană Бистрі) este un sat în comuna Stanîșivka din raionul Jîtomîr, regiunea Jîtomîr, Ucraina.

## Demografie
Componența lingvistică a localității Bîstri
     Ucraineană (98,3%)
     Rusă (1,42%)
     Alte limbi (0,28%)
Conform recensământului din 2001, majoritatea populației localității Bîstri era vorbitoare de ucraineană (98,3%), existând în minoritate și vorbitori de rusă (1,42%).